# Allmenrod
Allmenrod ist ein Dorf in Oberhessen mit ca. 300 Einwohnern und Ortsteil der Kreisstadt Lauterbach des mittelhessischen Vogelsbergkreises.

## Ortsgeschichte

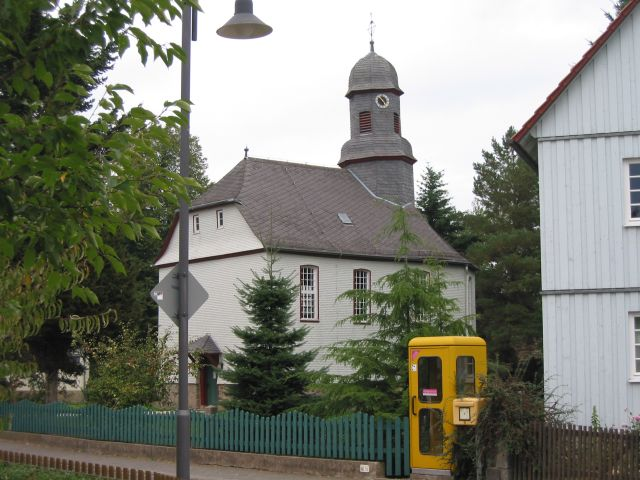
Die Kirche in Allmenrod im Jahr 2003

### Mittelalter
Die älteste schriftliche Erwähnung von Allmenrod erfolgte 1133. In dieser Urkunde wird der ortsansässige Niederadlige des Klosters Hersfeld  „Thidrich de Almunderoth“ genannt. In einer Urkunde (ca. 1138 – 1141) des Abtes Heinrich I. von Bingarten teilt dieser mit, „dass sein Dienstmann Dietrich (Thidrich) die Kirche zu Almunderoth („ecclesie de Almunderot“) erbaut habe, teils weil ihm seine seitherige Kirche zu entlegen sei, teils um noch mehr Bewohner in diese wüste Gegend zu ziehen“. Die Kirche sollte von dem Pfarrer einer nicht genannten Mutterkirche versorgt werden. Dietrich blieb das Recht, einen besonderen Geistlichen einzusetzen.
In der Urkunde werden als zu der neu erbauten Kirche gehörig die Dörfer Almunderot, Woffenrot, Willihelmerot, Breinten und Dirlammen bezeichnet. Die in der Urkunde des Abtes Heinrich erwähnten Dörfer sind in der Folge bis auf Allmenrod und Dirlammen (Lautertal) untergegangen.
1358 wird der Ortsname „Allmonderode“ angeführt.
Der Dorfname ist eine Abwandlung von „Alamunds Rode“. Ob damit an den ersten Einwohner erinnert wird, der an der Stelle des heutigen Allmenrod nach Rodung des Waldes die erste Siedlung erbaute, ist spekulativ, aber möglich. Das Grundwort des Namens hatte die Bedeutung „durch Rodung urbar gemachtes Land“. Konkret bedeutet dies also „Rodung des Alamund“. Bestimmungswort ist der Rufname „Alamund“.
Eine Akte von 1498/1499 überliefert den Namen „Almenrodt“.

### Neuzeit
Die Statistisch-topographisch-historische Beschreibung des Großherzogthums Hessen berichtet 1830 über Allmenrod:

„Almenrode (L. Bez. Lauterbach) evangel. Filialdorf; liegt im Vogelsberg 1 St. von Lauterbach, gehört dem Freiherrn von Riedesel, hat 1 Kirche, 44 Häuser und 287 Einw., die außer 1 Kath. evangelisch sind. – In einer Urkunde, die zwischen die Jahre 1131 und 1152 fällt, bezeugt der Abt Heinrich von Hersfeld, daß sein Dienstmann Dieterich von Almenrode, mit Zustimmung des Erzbischofs von Mainz, des Archipresbyters und seines Pfarrers, so wie mit seiner des Abts, Erlaubniß eine Kirche zu Almenrode erbaut habe, theils weil ihm seine bisherige Pfarrkirche zu entlegen gewesen, theils um noch mehr Bewohner in die Nähe dieser Wüste zu ziehen. Die bemerkte Pfarrkirche war ohne Zweifel die zu Frischborn, in welche der Ort auch jetzo wieder eingepfarrt ist.“

Aus dem Ersten Weltkrieg kehrten insgesamt 13 Allmenröder nicht zurück. An sie erinnert das Kriegerdenkmal auf dem Allmenröder Friedhof. Die Hungerjahre nach dem Krieg wirkten sich auf Grund der Landwirtschaft nicht sonderlich auf Allmenrod aus. Die Inflation machte sich wirtschaftlich gesehen negativ bemerkbar. Schon in der ersten Hälfte der 1920er Jahre gab es allerdings zwei wesentliche Verbesserungen für Allmenrod. Das Dorf wurde an das Stromnetz angeschlossen und bekam eine zentrale Wasserversorgung.
Im Zweiten Weltkrieg blieb das Dorf von unmittelbaren Kriegseinwirkungen verschont, aber 15 Allmenröder kehrten aus dem Krieg nicht zurück. Amerikanische Panzerspitzen kamen in der Karwoche nach Allmenrod. Am Gründonnerstag 1945 verließen die letzten Wehrmachtsoldaten, eine Sanitätskompanie, das Dorf Richtung Alsfeld. Später durchquerten noch einmal zwei Soldaten mit einem Beiwagenkrad auf dem Weg nach Köddingen das Dorf, weil sie Meldung an einen Divisionsgefechtsstand bringen sollten, der zu diesem Zeitpunkt allerdings schon in der Hand der Amerikaner war. Sie kehrten zurück in das Dorf und sind später gefallen. Am Karfreitag hängte der damalige Bürgermeister mit zwei weiteren Dorfbewohnern eine weiße Flagge am Kirchturm auf, und am selben Tag wurde Allmenrod von einem Vorkommando amerikanischer Truppen eingenommen. Die Masse an amerikanischen Soldaten kam am 1. Osterfeiertag in das Dorf. Die Besatzer ordneten die Abgabe aller Waffen und Fotoapparate an.
Hessische Gebietsreform (1970–1977)
Im Zuge der Gebietsreform in Hessen wurde Allmenrod zum 1. August 1972 kraft Landesgesetz in die Kreisstadt Lauterbach eingemeindet. Gleichzeitig wechselte es mit Lauterbach in den neu errichteten Vogelsbergkreis. Für Allmenrod wurde, wie für die übrigen durch die Gebietsreform eingegliederten Gemeinden, ein Ortsbezirk mit Ortsbeirat und Ortsvorsteher eingerichtet.

### Verwaltungsgeschichte im Überblick
Die folgende Liste zeigt die Staaten und Verwaltungseinheiten, denen Allmenrod angehört(e):
- vor 1567: Heiliges Römisches Reich, Landgrafschaft Hessen, Gericht Engelrod der Freiherren Riedesel zu Eisenbach
- ab 1567: Heiliges Römisches Reich, Landgrafschaft Hessen, Gericht Engelrod[15]
- 1604–1648: Heiliges Römisches Reich, strittig zwischen Landgrafschaft Hessen-Darmstadt und Landgrafschaft Hessen-Kassel (Hessenkrieg)
- ab 1623: Heiliges Römisches Reich, Landgrafschaft Hessen-Darmstadt, Gericht Engelrod (Freiherren Riedesel zu Eisenbach)[16]
- 1787: Heiliges Römisches Reich, Landgrafschaft Hessen-Darmstadt, Oberfürstentum Hessen, Amt Ulrichstein, Gericht Engelrod
- ab 1806: Großherzogtum Hessen, Fürstentum Oberhessen, Amt Ulrichstein, Gericht Engelrod[17][18]
- ab 1815: Großherzogtum Hessen, Provinz Oberhessen, Amt Engelrod der Freiherren Riedesel zu Eisenbach[19]
- ab 1821: Großherzogtum Hessen, Provinz Oberhessen, Landratsbezirk Herbstein[20][Anm. 2]
- ab 1825: Großherzogtum Hessen, Provinz Oberhessen, Landratsbezirk Lauterbach
- ab 1848: Großherzogtum Hessen, Regierungsbezirk Alsfeld
- ab 1852: Großherzogtum Hessen, Provinz Oberhessen, Kreis Lauterbach
- ab 1867: Norddeutscher Bund, Großherzogtum Hessen, Provinz Oberhessen, Kreis Lauterbach
- ab 1871: Deutsches Reich, Großherzogtum Hessen, Provinz Oberhessen, Kreis Lauterbach
- ab 1918: Deutsches Reich, Volksstaat Hessen, Provinz Oberhessen, Kreis Lauterbach
- ab 1938: Deutsches Reich, Volksstaat Hessen, Landkreis Lauterbach
- ab 1945: Amerikanische Besatzungszone, Groß-Hessen, Regierungsbezirk Darmstadt, Landkreis Lauterbach
- ab 1946: Amerikanische Besatzungszone, Hessen, Regierungsbezirk Darmstadt, Landkreis Lauterbach
- ab 1949: Bundesrepublik Deutschland, Hessen, Regierungsbezirk Darmstadt, Landkreis Lauterbach
- ab 1972: Bundesrepublik Deutschland, Hessen, Regierungsbezirk Darmstadt, Vogelsbergkreis, Stadt Lauterbach
- ab 1981: Bundesrepublik Deutschland, Hessen, Regierungsbezirk Gießen, Vogelsbergkreis, Stadt Lauterbach

### Gerichtszugehörigkeit seit 1803
In der Landgrafschaft Hessen-Darmstadt wurde mit Ausführungsverordnung vom 9. Dezember 1803 das Gerichtswesen neu organisiert. Für das Fürstentum Oberhessen (ab 1815 Provinz Oberhessen) wurde das „Hofgericht Gießen“ eingerichtet. Es war für normale bürgerliche Streitsachen Gericht der zweiten Instanz, für standesherrliche Familienrechtssachen und Kriminalfälle die erste Instanz. Übergeordnet war das Oberappellationsgericht Darmstadt. Die Rechtsprechung der ersten Instanz wurde durch die Ämter bzw. Standesherren vorgenommen und somit war für Allmenrod ab 1806 das „Patrimonialgericht der Freiherren Riedesel zu Eisenbach“ in Engelrod zuständig. Nach der Gründung des Großherzogtums Hessen 1806 wurden die Aufgaben der ersten Instanz 1821–1822 im Rahmen der Trennung von Rechtsprechung und Verwaltung auf die neu geschaffenen Land- bzw. Stadtgerichte übertragen. Dafür wurde das standesherrliche „Landgericht Lauterbach“ geschaffen, das nunmehr auch für Allmenrod zuständig war. Erst infolge der Märzrevolution 1848 wurden mit dem „Gesetz über die Verhältnisse der Standesherren und adeligen Gerichtsherren“ vom 15. April 1848 die standesherrlichen Sonderrechte endgültig aufgehoben.
Anlässlich der Einführung des Gerichtsverfassungsgesetzes mit Wirkung vom 1. Oktober 1879, infolge derer die bisherigen großherzoglichen Landgerichte durch Amtsgerichte an gleicher Stelle ersetzt wurden, während die neu geschaffenen Landgerichte nun als Obergerichte fungierten, kam es zur Umbenennung in „Amtsgericht Lauterbach“ und Zuteilung zum Bezirk des Landgerichts Gießen.
Am 1. Januar 2005 wurde das Amtsgericht Lauterbach als Vollgericht aufgehoben und zur Zweigstelle des Amtsgerichts Alsfeld. Zum 1. Januar 2012 wurde auch diese Zweigstelle geschlossen.

### Wüstungen
Eine Besonderheit von Allmenrod sind die Wüstungen, die rings um das heutige Dorf verteilt sind. Es handelt sich dabei um insgesamt neun untergegangene Siedlungen – Dörfer oder Einzelgehöfte –, die allesamt urkundlich nachgewiesen sind und deren Wohnplätze weitgehend lokalisiert sind: Woffenrot (Wolfenrod), Breinten (Brenden), Warta, Hohenwarta, Hetzelshausen, Dörkelnrod, Eckenrod, Willihelmrot und Eichen. An diese untergegangenen Siedlungen erinnern noch die heutigen Flurbezeichnungen und Namen von Walddistrikten: Wolfersberg und Wolfssaal, Brendergrund und Brenderwasser, Wartwiesen, Walddistrikt Hetzelshausen, Dörkelberg, Eckenrod, Wilderod und Eichen.

## Bevölkerung

### Einwohnerstruktur 2011
Nach den Erhebungen des Zensus 2011 lebten am Stichtag dem 9. Mai 2011 in Allmenrod 315 Einwohner. Darunter waren keine Ausländer. Nach dem Lebensalter waren 60 Einwohner unter 18 Jahren, 111 zwischen 18 und 49, 60 zwischen 50 und 64 und 84 Einwohner waren älter. Die Einwohner lebten in 114 Haushalten. Davon waren 18 Singlehaushalte, 39 Paare ohne Kinder und 45 Paare mit Kindern, sowie 9 Alleinerziehende und 3 Wohngemeinschaften. In 33 Haushalten lebten ausschließlich Senioren und in 57 Haushaltungen lebten keine Senioren.

### Einwohnerentwicklung
| • 1806: | 242 Einwohner, 39 Häuser           |
| • 1829: | 287 Einwohner, 44 Häuser           |
| • 1867: | 312 Einwohner, 47 bewohnte Gebäude |
| • 1875: | 294 Einwohner, 46 bewohnte Gebäude |

| Allmenrod: Einwohnerzahlen von 1800 bis 2015 | Allmenrod: Einwohnerzahlen von 1800 bis 2015 | Allmenrod: Einwohnerzahlen von 1800 bis 2015 | Allmenrod: Einwohnerzahlen von 1800 bis 2015 | Allmenrod: Einwohnerzahlen von 1800 bis 2015 |
| --- | -------------------------------------------- | -------------------------------------------- | -------------------------------------------- | -------------------------------------------- |
| Jahr |                                              |                                              |                                              | Einwohner                                    |
| 1800 | 1800                                         |                                              | 245                                          | 245                                          |
| 1806 | 1806                                         |                                              | 242                                          | 242                                          |
| 1829 | 1829                                         |                                              | 287                                          | 287                                          |
| 1834 | 1834                                         |                                              | 318                                          | 318                                          |
| 1840 | 1840                                         |                                              | 339                                          | 339                                          |
| 1846 | 1846                                         |                                              | 335                                          | 335                                          |
| 1852 | 1852                                         |                                              | 347                                          | 347                                          |
| 1858 | 1858                                         |                                              | 335                                          | 335                                          |
| 1864 | 1864                                         |                                              | 324                                          | 324                                          |
| 1871 | 1871                                         |                                              | 300                                          | 300                                          |
| 1875 | 1875                                         |                                              | 294                                          | 294                                          |
| 1885 | 1885                                         |                                              | 277                                          | 277                                          |
| 1895 | 1895                                         |                                              | 260                                          | 260                                          |
| 1905 | 1905                                         |                                              | 285                                          | 285                                          |
| 1910 | 1910                                         |                                              | 272                                          | 272                                          |
| 1925 | 1925                                         |                                              | 262                                          | 262                                          |
| 1939 | 1939                                         |                                              | 248                                          | 248                                          |
| 1946 | 1946                                         |                                              | 369                                          | 369                                          |
| 1950 | 1950                                         |                                              | 345                                          | 345                                          |
| 1956 | 1956                                         |                                              | 294                                          | 294                                          |
| 1961 | 1961                                         |                                              | 260                                          | 260                                          |
| 1967 | 1967                                         |                                              | 336                                          | 336                                          |
| 1970 | 1970                                         |                                              | 342                                          | 342                                          |
| 1980 | 1980                                         |                                              | ?                                            | ?                                            |
| 1990 | 1990                                         |                                              | ?                                            | ?                                            |
| 2003 | 2003                                         |                                              | 389                                          | 389                                          |
| 2005 | 2005                                         |                                              | 353                                          | 353                                          |
| 2011 | 2011                                         |                                              | 315                                          | 315                                          |
| 2015 | 2015                                         |                                              | 331                                          | 331                                          |
| Datenquelle: Historisches Gemeindeverzeichnis für Hessen: Die Bevölkerung der Gemeinden 1834 bis 1967. Wiesbaden: Hessisches Statistisches Landesamt, 1968. Weitere Quellen: LAGIS; Stadt Lauterbach; Zensus 2011 |                                              |                                              |                                              |                                              |

### Historische Religionszugehörigkeit
| • 1829: | 286 evangelische, ein katholischer Einwohner                      |
| • 1961: | 238 evangelische (= 91,54 %), 18 katholische (= 6,92 %) Einwohner |

## Politik

### Bürgermeister (1821–1972)

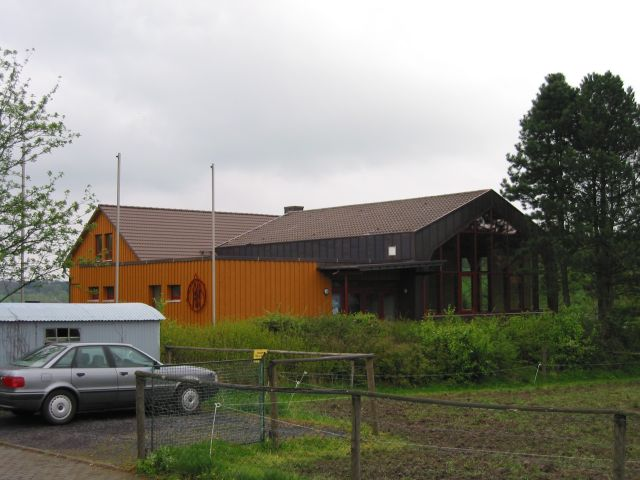
Dorfgemeinschaftshaus im Jahr 2003

Erstes gewähltes Ortsoberhaupt für den Gemeindeverband war Bürgermeister Roth. Weitere Bürgermeister dieses bis zum Jahre 1852 bestehenden Gemeindeverbandes waren ab 1824 Bürgermeister Schneider („Schmitts“) und ab 1845 Bürgermeister Konrad Stock, der in „Kurtes“ wohnte.
- 1865 Heinrich Lerch
- 1883 Georg Lerch
- 1919 Heinrich Lerch
- 1933 Karl Schmelz
- 1942 Karl Rockel
- 1943 Heinrich Lerch
- 1945 Heinrich Helwig
- 1947 Karl Zinn
- 1964 Ludwig Kohlhausen
- 1965 Kurt Gerbig

### Ortsvorsteher (ab 1972)
- 1. Oktober 1972 Karl Hainer
- 13. Mai 1977 Kurt Gerbig
- 23. April 1985 Werner Schäfer
- 1. April 1993 Uwe Habermehl
- 27. März 2011 Jörg Hauer
- 14. März 2021 Marcel Rockel

## Kultur und Sehenswürdigkeiten
1865 wurde auf dem Friedhof eine Blutbuche gepflanzt, die inzwischen zu einem der größten Laubbäume in der Allmenröder Gemarkung geworden ist. Mit dieser Pflanzung war die Witwe einem Wunsch ihres im gleichen Jahr verstorbenen Ehemannes, des Herrschaftlichen Revierförsters Theodor Hoffmann nachgekommen. Dieser verstarb im Alter von nur 51 Jahren und hinterließ neben seiner Ehefrau zehn Kinder, von denen das jüngste noch nicht ein Jahr alt war. 

2006 wurde der neue Dorfplatz in der Dorfmitte eingeweiht und ihm den Namen „Kurt-Gerbig Platz“ vergeben.

### Dorfwappen

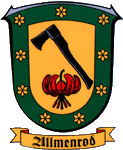
Dorfwappen Allmenrod

Das Dorfwappen wurde im Jahr 2006 anlässlich der 875-Jahr-Feier neu geschaffen. Die Farben gelb steht für die Landwirtschaft und grün symbolisieren die Wälder um Allmenrod, von denen Allmenrod einst lebte. Die 9 Blumen um den Rand symbolisieren die 9 ehemaligen Siedlungen, die Axt symbolisiert die Rodung des Waldes und die Türkenbundlilie die Verbundenheit zum heutigen Vogelsbergkreis, der dieses Symbol auch im Wappen führt.

### Das alte Spritzenhaus
Das in 1928 erbaute, im Dorf sogenannte „Alte Spritzenhaus“, wurde als Ersatz für ein kurz zuvor abgebranntes Spritzenhaus errichtet. Seit 2018 wurde das Gebäude durch die Dorfbewohner in Eigenarbeit renoviert und im Jahr 2021 wurde das Projekt beendet. Das Projekt wurde durch den Vogelsberger Landrat, den Bürgermeister der Stadt Lauterbach und weitere Vereine finanziell unterstützt.

### Bauwerke
- alte Schule
- altes Wasserwerk
- altes Feuerwehrhaus
- Das Kriegs-Gefallenen Denkmal
- Hügelgräber (Oberhalb Thorkuppe)

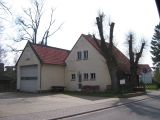
Ehemaliges Feuerwehrhaus
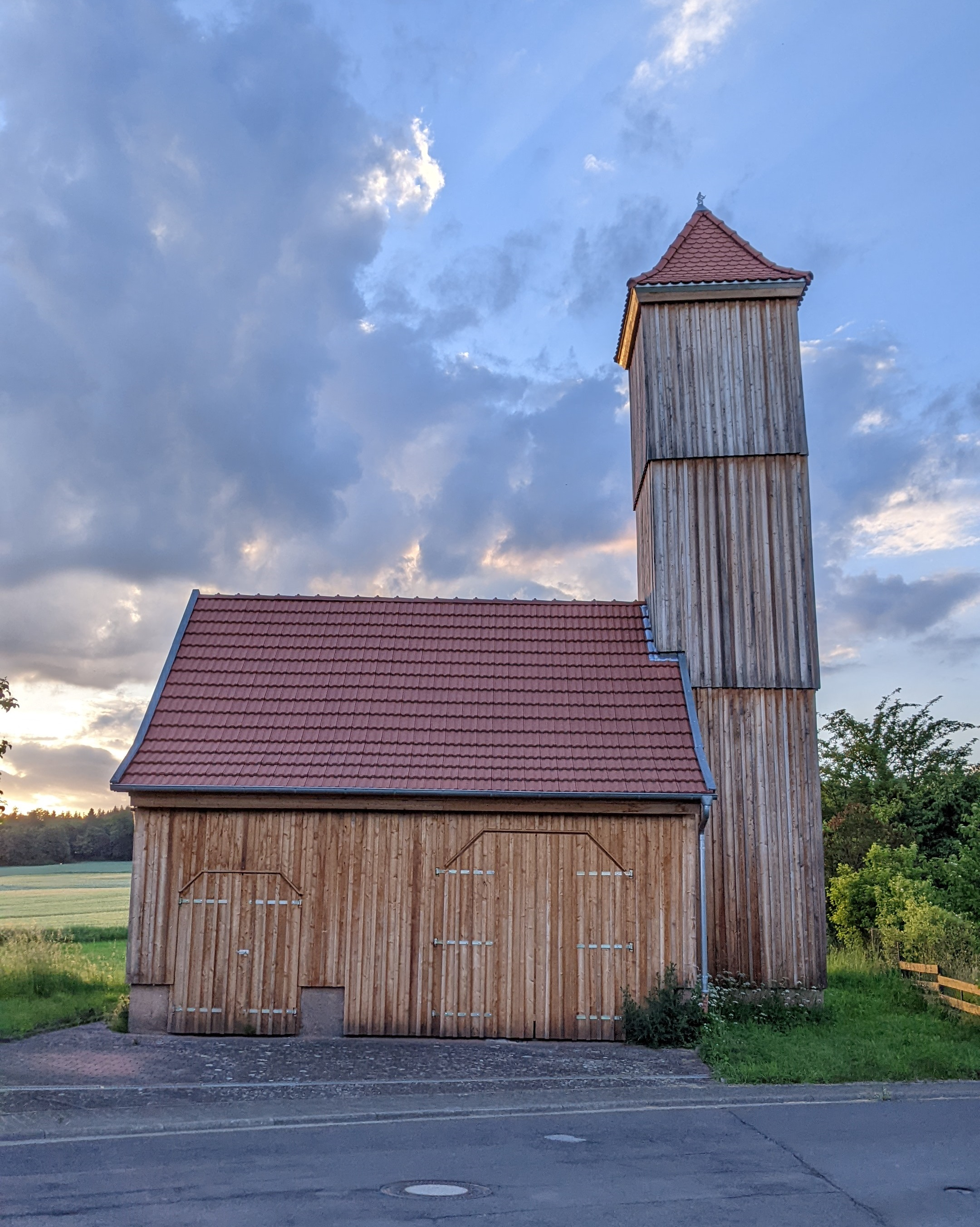
Spritzenhaus Allmenrod
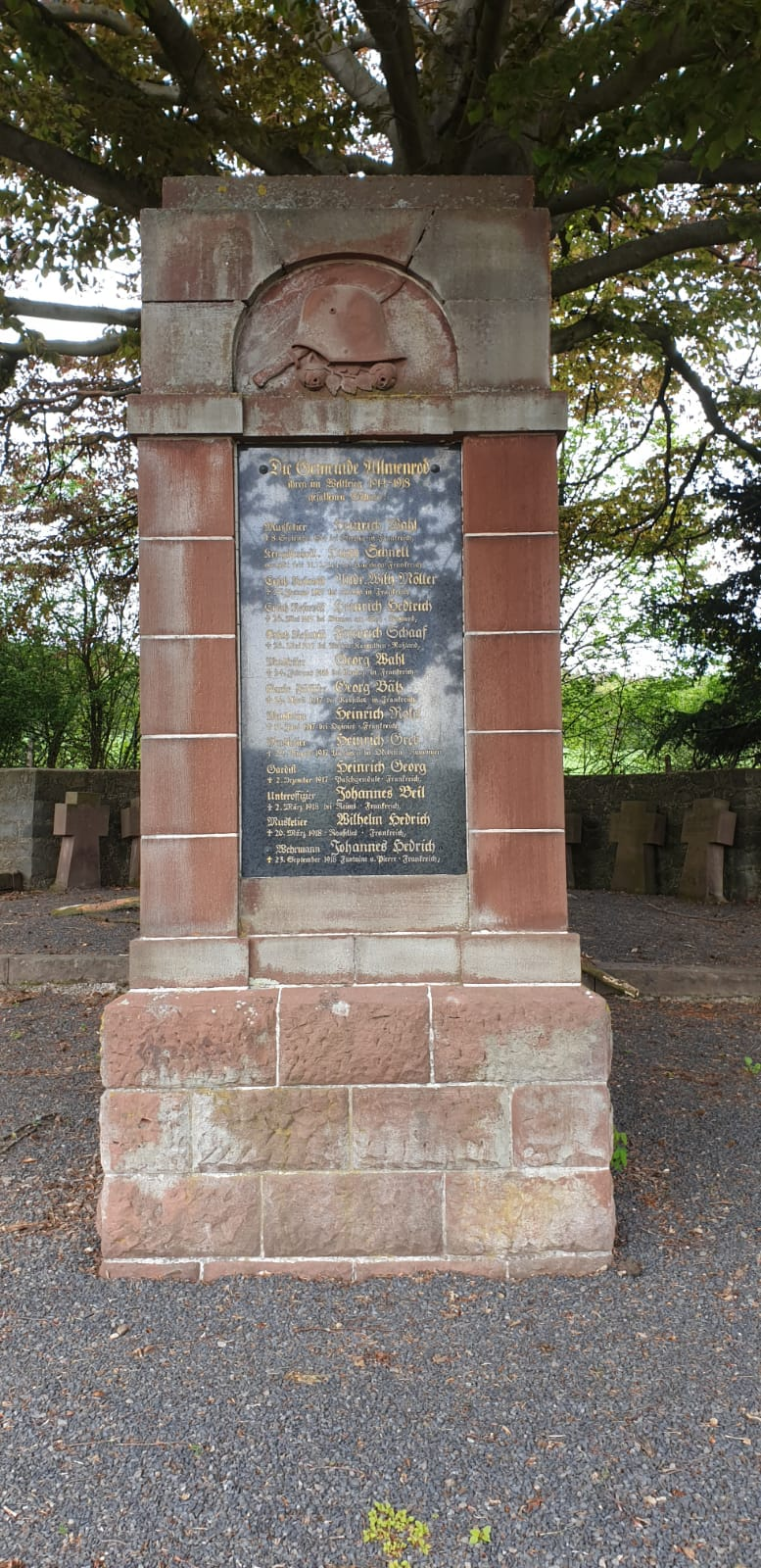
Kriegs-Gefallenen Denkmal auf dem Allmenröder Friedhof

### Regelmäßige Veranstaltungen
- Dorffest
- Traditionskirmes
- Maifeuer
- Nikolausfeier
- Halloweenfeier

### Dorfvereine
- Burschenschaft Allmenrod
- Dorfclub Allmenrod
- Landfrauen Allmenrod
- Feuerwehr Verein Allmenrod  (die Einsatzabteilung der Freiwilligen Feuerwehr Allmenrod ist eingegliedert in Feuerwehr Lauterbach Löschzug-West zusammen mit den Nachbarorten Heblos und Sickendorf)
- ACV Allmenrod (Zusammenschluss mehrerer Vereine)
- Grillhütten Verein Allmenrod
- Angelverein Allmenrod
- Altbier Fanclub Allmenrod
- Salzekuchejonge Allmenrod